# Force Majeure (álbum)
Force Majeure («Fuerza mayor» en francés) es el primer álbum de estudio de la cantante alemana Doro. Fue lanzado al mercado en febrero de 1989. Es el primer disco de Doro como solista, tras su salida de la agrupación Warlock.

## Lista de canciones
| Lado A |                                                  |                                    |          |  |
| N.º    | Título                                           | Escritor(es)                       | Duración |  |
| 1.     | «A Whiter Shade of Pale» (cover de Procol Harum) | Gary Brooker, Keith Reid           | 3:49     |  |
| 2.     | «Save My Soul»                                   | Joey Balin, Doro                   | 3:47     |  |
| 3.     | «World Gone Wild»                                | Balin, Pesch                       | 3:54     |  |
| 4.     | «Mission of Mercy»                               | Balin, Pesch                       | 3:57     |  |
| 5.     | «Angels with Dirty Faces»                        | Balin, Pesch                       | 3:59     |  |
| 6.     | «Beyond the Trees»                               | Balin, Pesch                       | 2:28     |  |
| 7.     | «Hard Times»                                     | Balin, Pesch                       | 3:32     |  |
| 8.     | «Hellraiser»                                     | Balin, Tommy Henriksen, Pesch      | 4:57     |  |
| 9.     | «I Am What I Am»                                 | Balin, Henriksen, Pesch            | 2:35     |  |
| 10.    | «Cry Wolf»                                       | Balin, Henriksen, Pesch            | 4:47     |  |
| 11.    | «Under the Gun»                                  | Balin, Jon Levin, Henriksen, Pesch | 3:49     |  |
| 12.    | «River of Tears»                                 | Balin, Henriksen, Pesch            | 3:55     |  |
| 13.    | «Bis aufs Blut»                                  | Pesch                              | 0:36     |  |